# Gmina Łukta
Die Gmina Łukta [ˈwukta]  ist eine Landgemeinde im Powiat Ostródzki der Woiwodschaft Ermland-Masuren in Polen. Ihr Sitz ist das gleichnamige Dorf (deutsch Locken) mit etwa 1200 Einwohnern.

## Geographie

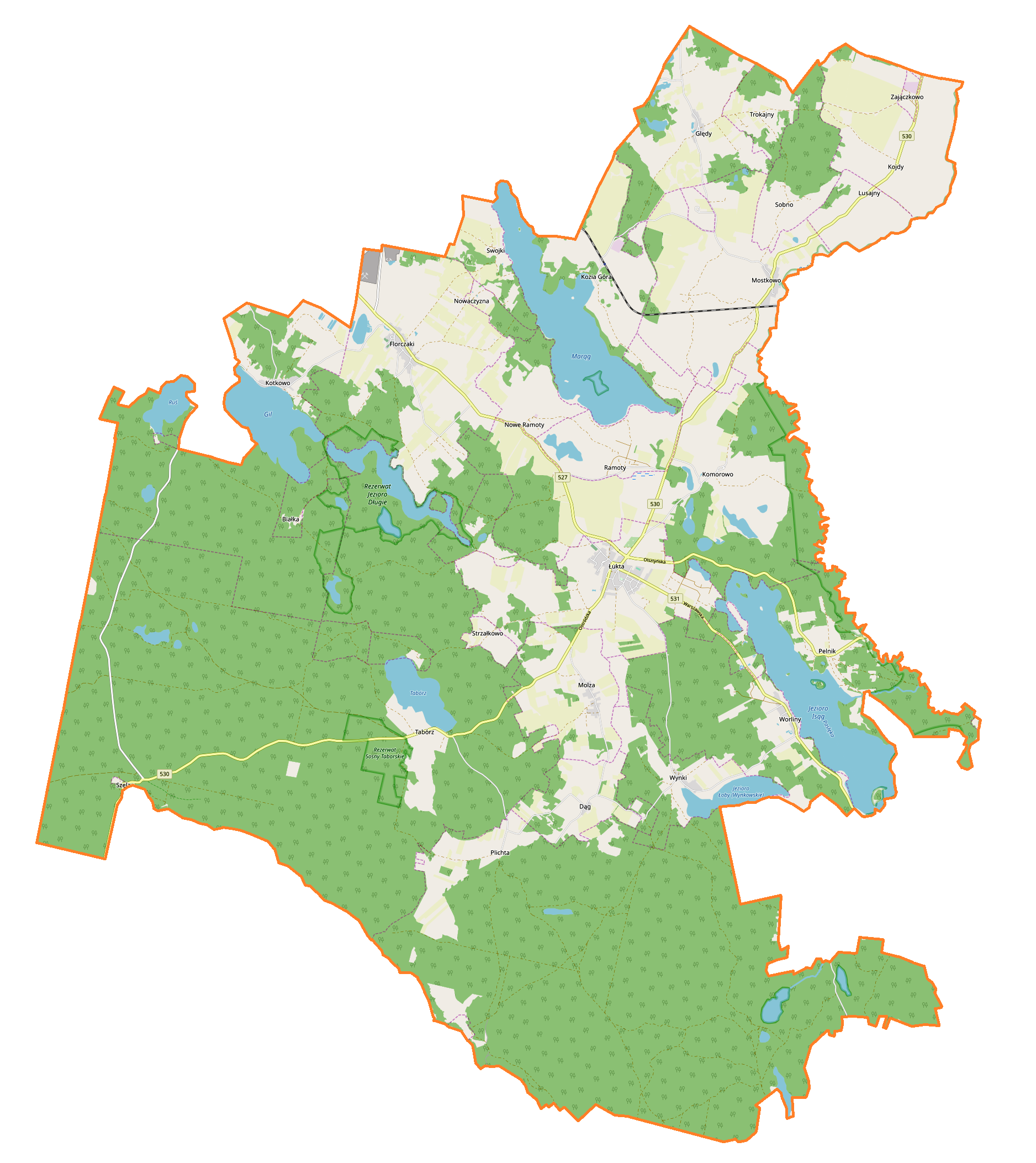
Karte der Gemeinde

Die Gemeinde liegt im Westen der Woiwodschaft. Die Kreisstadt Ostróda (Osterode i. Ostpr.) liegt etwa vier Kilometer südwestlich. Nachbargemeinden sind Świątki (Heiligenthal) im Nordosten, Jonkowo (Jonkendorf) im Osten, Gietrzwałd (Dietrichswalde) im Südosten, Ostróda (Osterode in Ostpreußen) im Südwesten, Miłomłyn (Liebemühl) im Westen und Morąg (Mohrungen) im Nordwesten.
Die Landgemeinde hat eine Fläche von 184,7 km² von der 31 Prozent land- und 54 Prozent forstwirtschaftlich genutzt werden. Ihr Gebiet ist reich an Rinnenseen, die etwa ein Zehntel der Fläche einnehmen.

## Geschichte
Die Gemeinde wurde 1973 wieder gegründet, nachdem sie von 1954 bis 1972 in Gromadas aufgeteilt wurde. Ihr Gebiet gehörte von 1946 bis 1998 zur Woiwodschaft Olsztyn mit 1950 und 1975 geändertem Zuschnitt. Zum 1. Januar 1999 wurde die Woiwodschaft Ermland-Masuren neu gebildet, die dem polnischen Teil der ehemaligen Provinz Ostpreußen entspricht.

## Gliederung
Zur Landgemeinde (gmina wiejska) Łukta gehören 19 Dörfer (deutsche Namen amtlich bis 1945) mit einem Schulzenamt (sołectwo):
- Dąg (Dungen)
- Florczaki (Eckersdorf)
- Ględy (Gallinden)
- Kojdy (Koiden)
- Komorowo (Kämmersdorf)
- Kotkowo (Katzendorf)
- Kozia Góra (Ziegenberg, 1926–1945 Schönhausen)
- Łukta (Locken)
- Molza (Moldsen)
- Mostkowo (Brückendorf)
- Nowe Ramoty (Neu Ramten)
- Pelnik (Pulfnick)
- Plichta (Plichten)
- Ramoty (Ramten)
- Sobno (Sooben)
- Tabórz (Taberbrück)
- Worliny (Worleinen)
- Wynki (Wönicken)
- Zajączkowo (Falkenstein)

Kleinere Orte der Gemeinde und Weiler sind den Schulzenämtern zugeordnet:
- Białka (Gehlfeld) – zu Kotkowo
- Chudy Dwór – zu Ramoty
- Dragolice (Draglitz) – zu Łukta
- Gucin – zu Mostkowo
- Lusajny (Luzeinen) – zu Kojdy
- Markuszewo (Markuschöwen, 1938–1945 Markushöfen) – zu Tabórz
- Maronie (Magergut) zu Mostkowo
- Niedźwiady (auch Sarni Dół) (Bärenwinkel) – zu Tabórz
- Nowaczyzna (Neumannsruh) – zu Florczaki
- Orlik (Forsthaus  Adlersbude) – zu Plichta
- Pupki (Forsthaus Pupken) – zu Wynki
- Skwary – zu Pelnik
- Spórka (Sporken) – zu Worliny
- Strzałkowo (Hinzbruch) – zu Łukta
- Swojki (Schwoiken) – zu Florczaki
- Szeląg (Forsthaus Eckschilling) – zu Tabórz
- Trokajny (Trukeinen) – zu Sobno

## Verkehr
Die Woiwodschaftsstraße DW530 verläuft von der Kreisstadt  Ostróda (Osterode) im Südwesten nach Dobre Miasto (Guttstadt) im Nordosten. Im Hauptort kreuzt die DW527 von Pasłęk (Preußisch Holland) nach Olsztyn (Allenstein). In Łukta zweigt die DW531 ab, die nach Podlejki (Podleiken) führt.
Kozia Góra hat eine Bahnstation an der Bahnstrecke von Elbląg (Elbing) nach Bahnhof Olsztyn Główny (Allenstein Hauptbahnhof)
Der nächste internationale Flughafen ist Danzig.